# Aulacorhynchus derbianus
Aulacorhynchus derbianus или кестењасти тукан је јужноамеричка врста птице из породице Ramphastidae. Живи у влажним планинским шумама дуж источних падина Анда у јужној Колумбији све до централне Боливије. Ова врста тукана се некада сматрала врстом Ваглеров тукан.